# Altdeutsche Staaten
Altdeutsche Staaten bzw. Altdeutschland ist eine Sammelbezeichnung in der Philatelie für jene Staaten, die vor der Reichspost die Posthoheit in ihren Ländern ausgeführt haben: Baden, Bayern, Bergedorf, Braunschweig, Bremen, Hamburg, Hannover, Helgoland, Lübeck, Mecklenburg-Schwerin, Mecklenburg-Strelitz, Oldenburg, Preußen, Sachsen, Schleswig-Holstein, Thurn-und-Taxis-Post (im Auftrag verschiedener Staaten), Württemberg und dem Norddeutschen Postbezirk.
Obwohl damals dem Deutschen Bund das Großherzogtum Luxemburg, das Kaisertum Österreich und das Fürstentum Liechtenstein bis 1866 angehörten, gehören diese drei Sammelgebiete im philatelistischen Sinne nicht zu den Altdeutschen Staaten. Ferner ist zu beachten, dass das Herzogtum Schleswig bis 1864 Reichslehen des Königreiches Dänemark war und 1864–1866 einem österreichisch-preußischen Kondominium unterstand. Mitglied des Deutschen Bundes war es nie.